# Cantons del Territori de Belfort
Els Cantons del Territori de Belfort són 15 i s'agrupen en un únic districte:

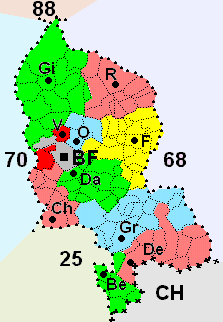
Mapa dels cantons del Territori de Belfort

Districte de Belfort (15 cantons) : 
- cantó de Beaucourt (clau Be)
- cantó de Belfort-Centre (clau BF)
- cantó de Belfort-Est (clau BF)
- cantó de Belfort-Nord (clau BF)
- cantó de Belfort-Oest (clau BF)
- cantó de Belfort-Sud (clau BF)
- cantó de Châtenois-les-Forges (clau Ch)
- cantó de Danjoutin (clau Da)
- cantó de Delle (clau De)
- cantó de Fontaine (clau F)
- cantó de Giromagny (clau Gi)
- cantó de Grandvillars (clau Gr)
- cantó d'Offemont (clau O)
- cantó de Rougemont-le-Château (clau R)
- cantó de Valdoie (clau V)